# 戴维·利文斯顿
戴维·利文斯顿（David Livingston）是一名美国电视制片人和导演。他以其参与编剧和制作的《星际旅行》系列而闻名。
利文斯顿也曾出现在《Seven Days》、《致命临界点》以及2002年重制的《魔女嘉莉》的制片名单上。